# 林素菊
林 素菊（はやし そぎく、1920年（大正9年） - ）は、日本の美術家。日本画家・現代水墨画家。東京都出身。
水墨画家の相田黄平・森川翠水に師事。日中水墨画交流展台北市議長賞受賞。民国75年中華民国文化推展日本代表。この頃から日中で林素菊の水墨画は日本画と例えられる事となる。日中水墨画交流展会員。1985年より現水春秋展毎回受賞、特別記念賞、現水展賞、他。1933年文部大臣賞杯受賞。近年は画家GEORGE　HAYASHIを水墨画家として弟子に迎える。
現代水墨画協会参与。NHK水墨画講師。墨登会主宰。